# Dapaong
Dapaong (även känt som Dapaongo eller Dapango) är en stad i norra Togo, och är huvudort i regionen Savanes. Dapaong är en köpstad och ligger 638 km norr om huvudstaden Lomé, nära gränsen till Burkina Faso. Folkmängden beräknades till cirka 70 000 invånare 2020.